# Draparnaudia
Draparnaudia é um género de gastrópode  da família Draparnaudiidae.
Este género contém as seguintes espécies:
- Draparnaudia anniae Tillier & Mordan, 1995
- Draparnaudia gassiesi Pilsbry, 1902
- Draparnaudia michaudi Montrouzier, 1859
- Draparnaudia singularis (Pfeiffer, 1855)
- Draparnaudia subnecata Tillier & Mordan, 1995
- Draparnaudia walkeri Sykes, 1903